# 佐良山駅
佐良山駅（さらやまえき）は、岡山県津山市高尾にある、西日本旅客鉄道（JR西日本）津山線の駅である。

## 歴史

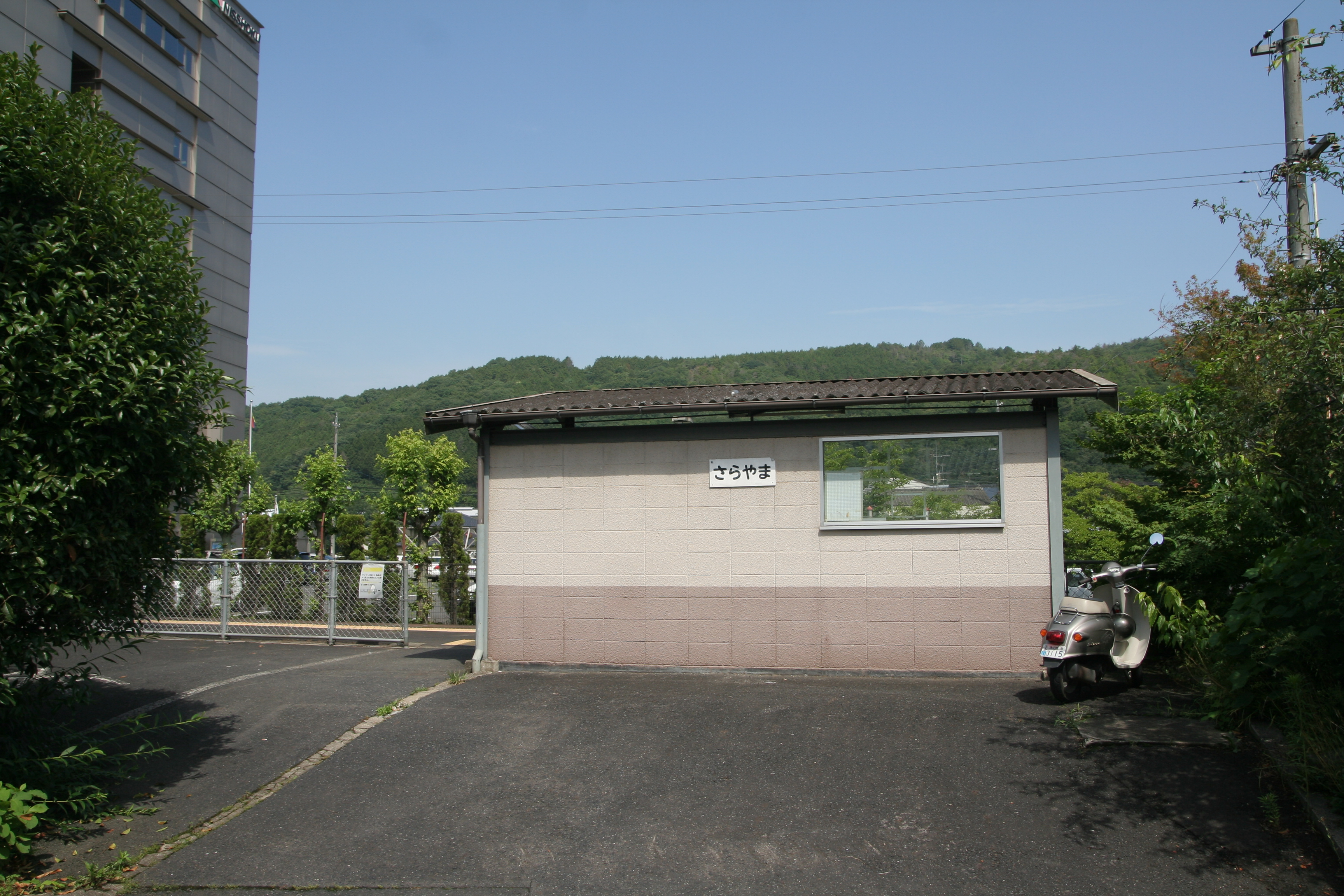
旧駅舎（2009年6月）

- 1933年（昭和8年）12月20日：中国鉄道本線（現・津山線）亀甲駅 - 津山口駅間に、当駅の前身高尾仮停留場開業[1]。
- 1937年（昭和12年）6月15日：高尾仮停留場が廃止され、代わって佐良山停留場が開設[1]。
- 1944年（昭和19年）6月1日：中国鉄道の鉄道部門が国有化され、国鉄津山線所属となる[1]。同時に正式な駅に昇格し、佐良山駅となる[1]。
- 1971年（昭和46年）11月15日：荷物扱い廃止[2]。無人化[3]。
- 1987年（昭和62年）4月1日：国鉄分割民営化によりJR西日本の駅となる[1]。
- 2019年（平成31年）3月：新駅舎の供用開始。

## 駅構造

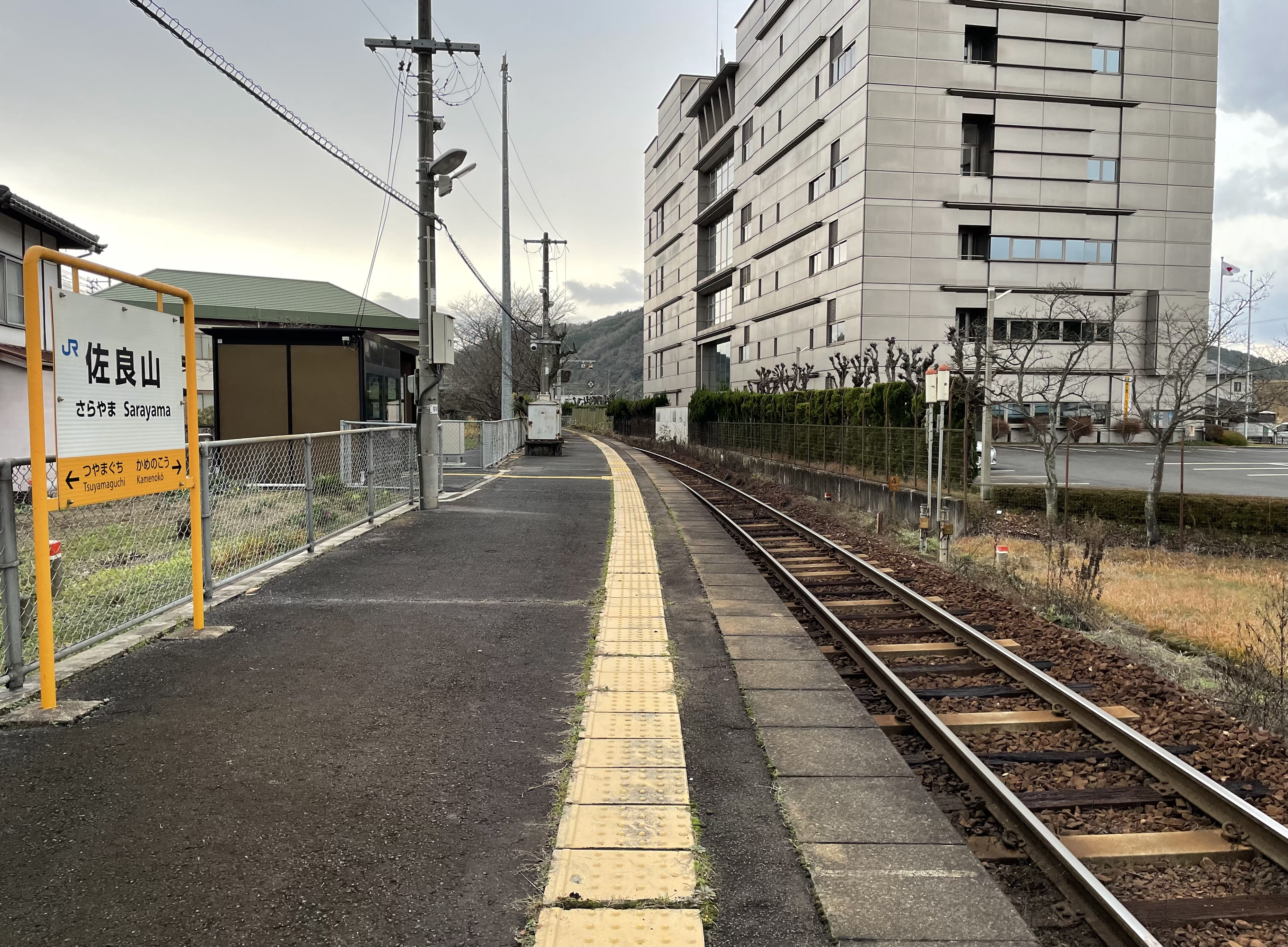
構内（2023年12月）

津山方面に向かって右側に単式ホーム1面1線を有する地上駅（停留所）。棒線駅のため、津山方面行と岡山方面行双方が同一ホームより発車する。
津山駅管理の無人駅である。駅舎は待合室兼用の簡易的なもので、自動券売機等の設備は無い。

## 利用状況
1日平均乗車人員は以下の通り。
| 乗車人員推移 | 乗車人員推移 |
| 年度         | 1日平均人数  |
| ------------ | ------------ |
| 1999         | 52           |
| 2000         | 46           |
| 2001         | 40           |
| 2002         | 45           |
| 2003         | 52           |
| 2004         | 44           |
| 2005         | 42           |
| 2006         | 36           |
| 2007         | 30           |
| 2008         | 28           |
| 2009         | 21           |
| 2010         | 19           |
| 2011         | 14           |
| 2012         | 15           |
| 2013         | 20           |
| 2014         | 20           |
| 2015         | 14           |
| 2016         | 12           |
| 2017         | 17           |
| 2018         | 17           |
| 2019         | 18           |
| 2020         | 16           |
| 2021         | 16           |

## 駅周辺
- 津山皿簡易郵便局
- 日本植生本社・津山支店
- 皿川
- 国道53号
- 国道429号
- あさひチェリーバス「佐良山駅口」停留所

## 隣の駅
西日本旅客鉄道（JR西日本）
 津山線
■快速「ことぶき」
通過
■普通（福渡駅 - 岡山駅間で快速となる「ことぶき」含む）
津山口駅 - 佐良山駅 - 亀甲駅